# Lyckochansen
Lyckochansen var ett TV-program som sändes dagtid i TV3 och TV6 (tidigare även i ZTV). Programmet bestod av olika lotterier där tittarna kunde ringa ett betaltelefonnummer för 9:90 för att delta och ha chansen att vinna prispengar. 
Det fanns två spelvarianter, i den första skulle den tävlande gissa ett ord där bokstäverna blivit omkastade och i den andra varianten skulle den tävlande gissa ett ord. Den tävlande fick en kategori av typen "kan man äta" och ett par tomma rutor där bokstäver skulle fyllas i. 
Gissade man rätt vann man antingen ett fast pris, vilket var mellan 1 000 och 10 000 kronor, eller så fick man möjlighet till att spela ett pengaspel. Priset brukade höjas mellan gissningarna allt eftersom fler ringde in och gissat fel. Pengaspelet gav en liten garanterad vinst men möjlighet till en vinst på 30 000 kronor och upp. 
Lyckochansen slutade sändas 2007. 